# Boarmia phloeopa
Boarmia phloeopa là một loài bướm đêm trong họ Geometridae.